# San Pedro de Putina Punco (distrito)
San Pedro de Putina Punco é um distrito do Peru, departamento de Puno, localizada na província de Sandia.

## Transporte
O distrito de San Pedro de Putina Punco é servido pela seguinte rodovia:
- PE-34H, que liga o distrito e a Fronteira Bolívia-Peru, Parque Nacional Madidi, à cidade de Juliaca[1][2][3]